# Transatlanticism
Transatlanticism är ett musikalbum av Death Cab for Cutie. Det är deras fjärde LP-utgåva och åttonde skivutgåva. Låtar från Transatlanticism har tagits med i flera filmer och tv-serier, mest kända är de i serierna Six Feet Under och OC. Albumet har sålts i över 225 000 exemplar.

## Låtlista
1. "The New Year"  – 4:06 (Skriven av Benjamin Gibbard, Nicholas Harmer, Jason McGerr, Christopher Walla)
2. "Lightness"  – 3:30 (Skriven av Benjamin Gibbard)
3. "Title and Registration"  – 3:39 (Skriven av Benjamin Gibbard, Christopher Walla)
4. "Expo '86"  – 4:11 (Skriven av Benjamin Gibbard, Christopher Walla)
5. "The Sound of Settling"  – 2:12 (Skriven av Benjamin Gibbard)
6. "Tiny Vessels"  – 4:21 (Skriven av Benjamin Gibbard, Nicholas Harmer)
7. "Transatlanticism"  – 7:55 (Skriven av Benjamin Gibbard, Christopher Walla)
8. "Passenger Seat"  – 3:41 (Skriven av Benjamin Gibbard)
9. "Death of an Interior Decorator"  – 2:56 (Skriven av Benjamin Gibbard)
10. "We Looked Like Giants"  – 5:32 (Skriven av Benjamin Gibbard, Nicholas Harmer, Jason McGerr, Christopher Walla)
11. "A Lack of Color"  – 3:35 (Skriven av Benjamin Gibbard)

## Personer
- Benjamin Gibbard, sång och gitarr
- Nicholas Harmer, bas
- Jason McGerr, trummor
- Christopher Walla, gitarr